# Раффаеле Аметрано
Раффаеле Аметрано (італ. Raffaele Ametrano; нар. 15 лютого 1973, Кастелламмаре-ді-Стабія) — італійський футболіст, що грав на позиції захисника, захисника, півзахисника. По завершенні ігрової кар'єри — тренер. З 2016 року входить до тренерського штабу клубу «Удінезе».

## Клубна кар'єра
Народився 15 лютого 1973 року в місті Кастелламмаре-ді-Стабія. Вихованець юнацьких команд футбольних клубів «Юве Стабія», «Сессана» та «Наполі». 1991 року був переведений в першу команду «Наполі», але так і не дебютував у складі «блакитних».
У пошуках ігрової практики перейшов в «Іскію» з Серії C1, де дебютував на професійному рівні, завоював місце в основі і став лідером клубу. У 1994 році він перейшов в «Удінезе», у складі якого виграв Серію Б і завоював путівку в еліту. У Серії А Аметрано показав впевнену гру і після закінчення сезону отримав запрошення від «Ювентуса». Через високу конкуренцію за «стару сеньйору» Раффаеле провів всього один матч за чотири роки, весь інший час він на правах оренди виступав за «Верону», «Емполі», «Дженоа», «Салернітану» та «Кальярі». Незважаючи на це Аметрано став з туринцями володарем Міжконтинентального кубка.
У сезоні 2000/01 виступав за «Кротоне», після чого повернувся в рідне «Наполі», де провів наступний сезон .У 2004 році Раффаеле допоміг «Мессіні» вийти в Серію А, але сам в наступному сезоні перейшов в «Авелліно». З новою командою він двічі виграв Серію C1.
Протягом 2007—2008 років захищав кольори команди клубу «Потенца», а завершив професійну ігрову кар'єру у клубі «Юве Стабія», за який виступав протягом 2008—2010 років.

## Виступи за збірні
Протягом 1994—1996 років залучався до складу молодіжної збірної Італії, вигравши з нею молодіжний чемпіонат Європи в Іспанії. У тому ж році в складі олімпійської збірної Італії взяв участь в Олімпійських Іграх в Атланті. На турнірі він зіграв в матчі групового етапу проти команди Південної Кореї.

## Кар'єра тренера
Розпочав тренерську кар'єру відразу ж по завершенні кар'єри гравця, 2010 року, увійшовши до тренерського штабу Массімо Растеллі в клубі «Бриндізі», де пропрацював з 2010 по 2011 рік.
2013 року увійшов до структури «Удінезе», де став працювати з юнаками, а 2016 року очолив юнацьку команду до 15 років.

## Статистика виступів

### Статистика клубних виступів
| Сезон              | Команда            | Чемпіонат          | Чемпіонат | Чемпіонат | Кубок Італії | Кубок Італії | Кубок Італії | Континентальні кубки | Континентальні кубки | Континентальні кубки | Інші змагання | Інші змагання | Інші змагання | Усього за | Усього за |
| Сезон              | Команда            | Ліга               | Ігор      | Голів     | Ліга         | Ігор         | Голів        | Ліга                 | Ігор                 | Голів                | Ліга          | Ігор          | Голів         | Ігор      | Голів     |
| ------------------ | ------------------ | ------------------ | --------- | --------- | ------------ | ------------ | ------------ | -------------------- | -------------------- | -------------------- | ------------- | ------------- | ------------- | --------- | --------- |
| 1991–92            | «Наполі»           | A                  | 0         | 0         | КІ           | 0            | 0            | -                    | -                    | -                    | -             | -             | -             | 0         | 0         |
| 2001–02            | «Наполі»           | B                  | 22        | 0         | КІ           | 1            | 0            | -                    | -                    | -                    | -             | -             | -             | 23        | 0         |
| Усього за «Наполі» | Усього за «Наполі» | Усього за «Наполі» | 22        | 0         |              | 1            | 0            |                      | -                    | -                    |               | -             | -             | 23        | 0         |
| Усього за кар'єру  | Усього за кар'єру  | Усього за кар'єру  | ?         | ?         |              | ?            | ?            |                      | ?                    | ?                    |               | ?             | ?             | ?         | ?         |

## Титули і досягнення
- Володар Міжконтинентального кубка (1):

«Ювентус»: 1996
- Чемпіон Європи (U-21): 1996